# Flora Brasileira Ameaçada de Extinção

## História
A primeira lista das espécies da flora brasileira ameaçada de extinção foi publicada pela Portaria IBDF n.º 303 de 29 de maio de 1968, e incluía apenas 13 espécies . Depois de 12 anos, uma versão atualizada da lista foi publicada pela Portaria IBDF n.º 093/80-P de 05 de fevereiro de 1980, que apenas incluiu mais uma espécie à lista anterior. 
Cerca de três anos após sua criação, o IBAMA (órgão que unificou o IBDF, a Supede, Sudhevea e a Secretaria Especial de Meio Ambiente - Sema) publicou uma nova lista, com 108 espécies ameaçadas, através da Portaria Nº 37-N, de 3 de abril de 1992. Em 2005, por iniciativa da Fundação Biodiversitas, juntamente com o Ministério do Meio Ambiente, Ibama, Sociedade Botânica do Brasil, Jardim Botânico do Rio de Janeiro, Rede Brasileira de Jardins Botânicos e a Fundação Zoo-Botânica de Belo Horizonte foi realizado um workshop em Belo Horizonte, Minas Gerais, visando revisar esta lista. Foram definidas 1.537 espécies ameaçadas de extinção com o apoio da comunidade científica brasileira: especialistas, pesquisadores e interessados que contribuíram com seus conhecimentos nessa avaliação .
Em 23 de setembro de 2008, o Ministério do Meio Ambiente publicou uma nova lista, por meio da Instrução Normativa MMA nº 06, incluiu várias centenas de espécies, agrupadas em dois grandes grupos: ANEXO I (Lista Oficial das Espécies da Flora Brasileira Ameaçadas de Extinção) e Anexo II (Lista de Espécies da Flora Brasileira com Deficiência de Dados). Ainda em 2008, foi criado o Centro Nacional de Conservação da Flora (CNCFlora), órgão vinculado ao Instituto de Pesquisas Jardim Botânico do Rio de Janeiro – JBRJ, que tem atribuição geral de gerar, coordenar e difundir informação sobre biodiversidade e conservação da flora brasileira ameaçada de extinção.
Em 17 de dezembro de 2014, por meio da Portaria n° 443, de 17 de dezembro de 2014,  o Ministério do Meio Ambiente publicou a Lista Nacional das Espécies da Flora Brasileira Ameaçadas de Extinção, a partir da avaliação do risco de extinção das espécies conduzido pelo Centro Nacional de Conservação da Flora (CNCFLORA/JBRJ). O processo de construção da lista está descrito em: http://www.cncflora.jbrj.gov.br/portal/pt-br/listavermelha.

## Métodos
Os critérios e categorias utilizados para a avaliação do nível de ameaça de extinção das espécies e sua inclusão nas listas vermelhas são definidos pela IUCN (União Internacional para a Conservação da Natureza), em duas publicações principais:
- IUCN RED LIST CATEGORIES AND CRITERIA, Version 3.1, Second edition (2000).[9].
- GUIDELINES FOR APPLICATION OF IUCN RED LIST CRITERIA AT REGIONAL AND NATIONAL LEVELS, Version 4.0 (2010).[10].

### Categorias e Critérios
Para categorizar as espécies nos diferentes níveis de ameaça, são considerados os seguintes critérios conforme sumário das categorias e critérios IUCN (2000; 2010):
- 'Redução do tamanho da população'
- 'Variação na extensão da área de ocorrência ou da área de ocupação'
- 'Número de indivíduos maduros '
- 'Análise quantitativa mostrando a probabilidade de extinção na natureza em relação ao tempo ou ao número de gerações'

Para cada um desses critérios existe uma série de variáveis que permitem a categorização das espécies. Conforme essas variáveis, as espécies podem ser enquadradas em oito categorias:
ESPÉCIES EXTINTAS
- Extinta (EX) - Um táxon será considerado Extinto quando não há dúvidas de que o último indivíduo morreu.
- Extinta na natureza (EW) - Um táxon será considerado Extinto na Natureza quando é conhecido por sobreviver apenas em cativeiro, criação ou como uma população naturalizada fora de sua área original de ocorrência.

ESPÉCIES AMEAÇADAS
- Criticamente em perigo (CR) - Táxon que corre um risco extremamente alto de extinção na natureza como definido pelos critérios de A a E da IUCN (2000)
- Em perigo (EN) - Táxon que corre um risco muito alto de extinção na natureza como definido por qualquer dos critérios A a E da IUCN (2000)
- Vulnerável (VU) - Táxon que corre um risco alto de extinção na natureza como definido por um dos critérios de A a E do quadro 2 para esta categoria.

ESPÉCIES NÃO AMEAÇADAS
- Quase ameaçada (NT) - Táxon que não atinge mas está próximo de atingir os critérios de ameaça, ou provavelmente estará ameaçado em um futuro próximo.
- Menos Preocupante (LC) - Táxon que foi avaliado quanto ao seu risco de extinção mas não se enquadrou em nenhuma das categorias de ameaça da IUCN (2000)
- Dados insuficientes (DD) - Sem dados suficientes para enquadramento em alguma das categorias acima

## Destaques[11]
- a lista das espécies incluídas no Anexo II da IN 06 de 23 de Setembro de 2008, como Deficientes em Dados (n= 1.079) representa espécies consideradas ameaçadas de extinção (n= 1.054), deficientes em dados (n=2) e não ameaçadas (n=15), segundo o estudo da Biodiversitas e colaboradores;
- a lista das espécies correspondentes ao Anexo II da IN 06 de 23 de Setembro de 2008, inclui 178 espécies classificadas como "Criticamente em Perigo", 209 "Em Perigo" e 667 "Vulneráveis", segundo o estudo da Biodiversitas e colaboradores;
- 17 espécies consideradas ameaçadas de extinção segundo o estudo da Biodiversitas e colaboradores não figuram no Anexo I ou no Anexo II da IN 06 de 23 de Setembro de 2008;
- a lista das espécies consideradas Deficientes em Dados segundo o estudo da Biodiversitas e colaboradores soma 2.513 espécies, além das 1495 avaliadas como ameaçadas de extinção, duas "Extintas na Natureza" e oito "Extintas";
- os critérios que levaram à exclusão de espécies consideradas ameaçadas de extinção são desconhecidos da Biodiversitas e colaboradores;